# Теоктист (логотет)
Вижте пояснителната страница за други личности с името Теоктист.
Теоктист (на гръцки: Θεόκτιστος; на латински: Theoktistos; † 20 ноември 855) e влиятелна личност във Византийската империя (logothetes tou dromou), главен министър на Михаил II и неговия син Теофил и регент на Михаил III.
Теоктист е евнух в Константинопол. През 820 г. помага за свалянего на Лъв V Арменец и възкачванего на Михаил II на трона. Михаил му дава ранг patrikios, и службата в двореца на chartoularios tou kanikleiou („секретар“). При Теофил той се издига и получава ранг magistros. Става главен министър (логотет) (logothetes tou dromou).
През 842 г. е регент на двугодишния Михаил III и помага на майка му Теодора II заедно с нейните братя Варда и Петрон. За следващите 14 години, Теоктист управлява ефективно империята.
На 4 март 843 г. Теоктист и Теодора поставят Методий I като нов патриарх и свикват събор. Тази година православието побеждава (на 11 март, по други данни на 19 февруари 843 г.) иконоборството.
Теоктист извиква своите племенници Кирил и Методий при себе си в Константинопол, за да подпомогне образованието им и административната кариера на Методий.
През 849 г. Теоктист заедно с Фотий и Варда реформират или новоосновават университета Магнаурска школа.
През 855 г. Теоктист e елиминиран от вече 16-годишния Михаил III и Варда.